# Durango, Colorado
Durango, Colorado là một thành phố thuộc quận Quận La Plata, tiểu bang Colorado, Hoa Kỳ. Thành phố có diện tích km², dân số thời điểm năm 2000 theo điều tra của Cục điều tra dân số Hoa Kỳ là người2.